# Caudomyces japonicus
Caudomyces japonicus är en svampart som beskrevs av Lichtw., Kobayasi & Indoh 1988. Caudomyces japonicus ingår i släktet Caudomyces och familjen Legeriomycetaceae.   Inga underarter finns listade i Catalogue of Life.